# 喬貝絲·威廉斯
瑪格麗特·喬貝絲·威廉斯（英語：Margaret JoBeth Williams，1948年12月6日—）是一名美国女演員、導演和監製。她因出演《克藍瑪對克藍瑪》（1979年）、《油腔滑調》（1980年）、《鬼哭神號》（1982年）、《大寒》（1983年）、《浩劫後》（1983年）、《學校風雲》（1984年）和《陰風怒吼》（1986年）等電影而聲名鵲起，並在《終極證人》（1995—1996年）、《嗜血法医》（2007年）和《醫診情緣》（2009—2011年）等電視劇中擔演重要角色。
威廉斯曾分別在1984年、1988年和1995年三度獲得黃金時段艾美獎提名，她執導的短片《希望之中》（On Hope）更在1995年被提名第67屆奧斯卡最佳實景短片獎。她在2009—2019年間擔任SAG-AFTRA基金會主席，任期完結後則成為了榮譽退休主席。

## 早年生活和教育
瑪格麗特·喬貝絲·威廉斯在1948年12月6日出生於美国德克萨斯州休斯敦並在南方公園街區長大，父親弗雷德里克·羅傑·威廉斯（Frederic Roger Williams）是一名歌劇演唱家兼電線電纜公司經理，母親法蘭西絲·費·亞當斯（Frances Fay Adams）則是一名營養師。
高中畢業後威廉斯被布朗大学彭布罗克学院錄取，她本來打算將來成為一名心理學家，但一直喜歡表演的她進入大學後最終把心思都放在了舞臺劇上；她在1970年畢業並取得英文學士學位，隨後成為普罗维登斯三一劇團的成員。

## 職業生涯

### 電影
威廉斯扮演過很多劇情類和喜劇類的角色，她的演技更受到廣泛肯定。1979年，她在罗伯特·本顿執導的奥斯卡最佳影片奖得主法律劇情片《克藍瑪對克藍瑪》中得到第一個電影角色，飾演男主角泰德·克拉瑪（Ted Kramer，由德斯汀·荷夫曼飾演）的一夜情律師對象菲莉絲·伯納德（Phyllis Bernard）。她除了認為菲莉絲是自己的標誌性角色之外，更笑言因為自己在該片有一個裸體場景，以至於後來收到了很多有裸體場景的喜劇律師角色的接拍邀請。1980年12月，她在第一位黑人奧斯卡影帝西德尼·波蒂埃執導的喜劇片《油腔滑調》中飾演男主角斯奇普·唐納修（Skip Donahue，由德斯汀·荷夫曼飾演）的性感表親梅瑞狄絲（Meredith）。同月，她在改編自英国作家弗雷德里克·福赛思同名小說的戰爭片《戰爭走狗》中飾演與男主角傑米·夏儂（Jamie Shannon，由克里斯托弗·沃肯飾演）分居的妻子潔西（Jessie），雖然戲份不多，但她與沃肯之間的化學反應仍受到影評人稱讚。1982年，她在斯蒂芬·斯皮尔伯格監製的超自然恐怖片《鬼哭神號》中主演黛安·費林（Diane Freeling），她憑藉出色的演出於1983年獲得第10屆土星獎最佳電影女主角提名，而黛安·費林也成為了她生涯最知名的角色之一。她飾演的黛安是一位全職媽媽，與丈夫史蒂夫·費林（Steve Freeling，由克雷格·T·尼爾森飾演）和三個孩子住在加利福尼亚州郊區過着平凡的生活，但在某天深夜開始一家人卻遇上了一連串的靈異事件。片中有一個場景是黛安掉進被雨水淹沒的游泳池挖掘坑，泥濘的坑裡有一堆屍骨和棺材在黛安周圍漂浮，對於劇組是用真正的屍骨來拍攝該場景的，她接受《名利場》採訪時說：“我最初以為那些是道具部門做的假屍骨，直到幾年後我遇到了當時的一名特效人員，他對我說那些都是真的。[...]我不知道[那些屍骨]是從哪裡買的，但這確實讓我感到噁心。[...]我很高興自己拍攝時不知道這一點，要不然我會真正的一直尖叫。”
1983年，她在喜剧剧情片《大寒》中主演與廣告業務專員理查·包溫斯（Richard Bowens，由唐·加洛威飾演）婚姻不幸福的作家凱倫·包溫斯（Karen Bowens）。1984年10月，她在諷刺喜劇劇情片《學校風雲》中主演一名代表某位畢業生對學校提起訴訟的律師麗莎·哈蒙德（Lisa Hammond）。同月，她在浪漫喜剧驚悚片《錯體夫妻》中與蘇格蘭演員湯姆·孔蒂演對手戲，主演一位感到無聊的家庭主婦凱西·帕瑪（Cathy Palmer），凱西在巴黎遭遇車禍失憶後以為自己是小說裡的偵探角色蕾貝卡·萊恩（Rebecca Ryan）；她憑藉該角色於1984年榮獲堪薩斯影評人協會獎最佳女主角。1986年4月，她在劇情片《荒漠赤子心》中主演一位有着三個女兒的母親莉莉·奇斯摩（Lily Chismore），患有創傷後壓力症的退伍軍人丈夫傑克·奇斯摩（Jack Chismore，由強·沃特主演）經常會在喝醉時毆打莉莉。5月，她在《鬼哭神號》的續集電影《陰風怒吼》中再次主演黛安·費林，雖然續集的評價不佳，但她在片中對於黛安這個角色的描繪仍受到影評人稱讚。
1988年，威廉斯在亨利·温克勒執導的喜劇劇情片《父子戰爭》中主演男主角艾比·波林（Abbie Polin，由比利·克里斯托飾演）的妻子麗莎（Lisa）。1989年，她在奥斯卡最佳导演奖得主富蘭克林·沙夫納生前最後一部執導的電影《歷劫歸來》中主演莎拉（Sarah），莎拉在男主角傑克·羅賓斯（Jake Robbins，由克里斯·克里斯托佛森飾演）去參與越戰前跟他結婚，但因為後來軍方指傑克在越南失踪並被推定死亡，莎拉選擇了與另一個男人伍迪（Woody，由山姆·華特斯頓飾演）再婚，17年後卻得知傑克平安歸來並出現在自己與兒子面前。1991年5月，她在奇幻喜劇片《變男變女變變變》中主演瑪果·布羅夫曼（Margo Brofman），並與飾演女主角亞曼達·布魯克斯（Amanda Brooks）的埃伦·巴尔金演對手戲。7月，她在尊·威爾登·曉治編劇兼監製的公路喜劇劇情片《赤子童真》中主演男主角德奇·杜利（Dutch Dooley，由艾德·奥尼尔飾演）的女朋友娜塔莉·史丹戴許（Natalie Standish），娜塔莉還有一個與前夫所生的兒子道爾·史丹戴許（Doyle Standish，由伊桑·恩布里主演）。
1992年，她在席維斯·史特龍擔演男主角的警察搭檔動作喜劇片《母子威龍》中主演關·哈珀警督（Lt. Gwen Harper），《綜藝》稱讚她在喜劇裡飾演警區警督的表演“典型卓越”。1994年，她與《大寒》的導演勞倫斯·卡斯丹再度合作，在凯文·科斯特纳擔演男主角的史詩傳記西部劇情片《執法捍將》中主演詹姆士·厄普（由大衛·安德魯斯飾演）尖酸刻薄的妻子貝西·厄普（Bessie Earp）。1995年，她執導的1994年短片《希望之中》（On Hope）被提名第67屆奧斯卡最佳實景短片獎，而該短片也是她的導演處女作。1997年，她在浪漫喜劇片《戀一陣的愛》中主演一位控制慾很強的女同性戀安（Anne）。
2005年，威廉斯在法拉利兄弟執導的浪漫喜劇劇情片《愛情全壘打》中飾演女主角琳賽·米克斯（Lindsey Meeks，由茱兒·芭莉摩飾演）的母親莫琳·米克斯（Maureen Meeks）。2007年，她在浪漫喜劇劇情片《女人領地》中飾演男主角卡特·偉柏（Carter Webb，由亞當·布羅迪飾演）的母親艾格妮絲·偉柏（Agnes Webb）。2011年，她在大衛·法蘭科執導、以觀鳥界盛事“观鸟大年”為主題的喜劇片《年度鳥事》中主演男主角史都·普萊斯勒（Stu Preissler，由史提夫·馬丁飾演）的妻子伊蒂絲（Edith）。

### 電視
威廉斯的電視作品主要以電視電影和客串電視劇為主，並不像她在電影裡經常擔演主角。她客串出演過的電視劇包括《法外情真》（2001年）、《法律与秩序：特殊受害者》（2002年）、《法外柔情》（2003年）、《拉斯維加斯》（2005年）、《24反恐任務》（2006年）、《数字追凶》（2006年）、《重返犯罪現場》（2011年）、《醜聞風暴》（2012年）、《妙女神探》（2016年）、《良醫墨非》（2018年）和《19號消防局》（2019年）等。
1976年，她在NBC肥皂剧Somerset中主演一名記者凱莉·惠勒（Carrie Wheeler）。1977—1981年，她在另一部肥皂劇CBS的《指路明灯》中飾演一名潑婦攝影師布蘭迪·施盧（Brandy Schlooe）。1983年10月，她在根據真實事件亞當·沃爾什謀殺案改編的NBC犯罪電視電影《尋子記》中主演失踪兒童亞當·沃爾什（Adam Walsh）的母親和約翰·沃爾什（由丹尼爾·J·特拉萬提主演）的妻子雷芙·沃爾什（Reve Walsh），她憑藉出色的演出於1984年獲得第36屆黃金時段艾美獎限定影集或特別節目最佳女主角提名。11月，她在以虛構的美蘇全面核战争為主題的ABC科幻災難電視電影《浩劫後》中主演密蘇里州堪薩斯城一間醫院的護士南希·鮑爾（Nancy Bauer）。
1987年，威廉斯在CBS真實犯罪電視電影《謀殺令》中主演與信義宗牧師湯姆·柏德（Tom Bird，由泰瑞·金尼主演）合謀殺害各自配偶的教區教徒洛娜·安德森（Lorna Anderson）。1988年，她在根據裁定代孕有效性的子女撫養權案件“嬰兒M案”改編的ABC傳記劇情迷你剧集《誰是母親》中主演瑪麗·貝絲·懷海德（Mary Beth Whitehead），現實裡威廉·史騰（William Stern）與懷海德簽訂了代孕協議，將用史騰的精子對懷海德施行人工授精（傳統代孕），懷海德隨後懷孕足月生下“嬰兒M”，最初懷海德根據協議放棄自己的父母權利並將孩子交給了史騰夫婦，但最後卻綁架了孩子長達87天並與史騰夫婦在法庭上爭奪撫養權。據《华盛顿邮报》說威廉斯在拍攝時把指甲留長以複製現實中懷海德的美甲；她也憑藉該角色於同年再度獲得第40屆黃金時段艾美獎迷你影集或特別節目最佳女主角提名，並於1989年獲得第46屆金球獎迷你影集或電視電影最佳女主角提名。1993年，她與海倫·史萊特和玛莎·普林顿一起主演Showtime的劇情電視電影Chantilly Lace，飾演娜塔莉（Natalie）；《娱乐周刊》的肯·塔克（Ken Tucker）稱讚她的表演在眾多演員中“最出色”和“最豐富多彩”。
1994年，她在NBC情景喜剧《欢乐一家亲》中客串飾演瑪德琳·馬歇爾（Madeline Marshall），讓她於1995年獲得第47屆黃金時段艾美獎喜劇類影集最佳客串女演員提名。1995—1996年，她在改編自1994年同名電影的CBS法律惊险劇情電視劇《終極證人》中飾演律師女主角瑞吉·洛夫（Reggie Love）；該劇一共22集於1999年3月—2001年2月在TNT上重播。1998年，她在汤姆·汉克斯聯合監製的HBO文獻紀錄迷你影集《飛向月球》的〈夫人俱樂部〉（"The Original Wives Club"）一集中飾演其中一位“太空人妻子”瑪吉·史萊頓（Marge Slayton），該劇以文獻紀錄片形式講述了20世紀60年代至70年代初NASA阿波罗计划的故事，她的角色瑪吉是水星计划七人之一的迪克·斯雷顿（Deke Slayton，由尼克·西塞主演）的妻子。1999年，她在改編自20世紀70年代著名英國BBC2情境喜劇《非常大酒店》的CBS情境喜劇Payne中與約翰·拉洛奎特聯合主演，飾演拉洛奎特的角色賀雅爾·佩恩（Royal Payne）的妻子康妮·佩恩（Connie Payne），主要配角還有朱莉·本茨和瑞克·巴多拿；該劇由於評價不佳而在第8集播出後被取消。
2006年，威廉斯在CBS刑偵犯罪劇情電視劇《犯罪心理》第2季的〈空蕩的星球〉（"Empty Planet"）一集中特別客串烏蘇拉·肯特教授（Prof. Ursula Kent），幫助BAU應對在西雅圖的炸彈威脅。2007年，她與的朱莉·本茨再度合作，在Showtime犯罪劇情電視劇《嗜血法医》第2季中飾演常設角色蓋兒·布蘭登，蓋兒是本茨的角色麗塔·班奈特的母親，也是麗塔後來的丈夫——反英雄主角戴克斯特·摩根（由米高·C·賀爾飾演）的岳母。2009年，她在ABC醫療劇《實習醫生》的外傳劇《醫診情緣》第3季中客串女主角艾蒂森·蒙哥馬利醫生（由凱特·沃許飾演）的母親比茜·富比士（Bizzy Forbes），隨後在第4季以常設演員的身份繼續飾演該角色。

## 個人生活
威廉斯在1982年3月14日與導演约翰·帕斯昆結婚，他們有兩個兒子威爾（Will）和尼克（Nick）；她還有一個繼女莎拉（Sarah），是帕斯昆在前一段婚姻所生的。

## 作品列表

### 電影
| 年份 | 標題               | 標題          | 角色                   | 角色 | 附註     |
| 年份 | 譯名               | 原名          | 譯名                   | 原名 | 附註     |
| ---- | ------------------ | ------------- | ---------------------- | ---- | -------- |
| 1979 | 《克藍瑪對克藍瑪》 |               | 菲莉絲·伯納德          |      | [ 註 1 ] |
| 1980 | 《油腔滑調》       |               | 梅瑞狄絲               |      |          |
| 1980 | 《戰爭走狗》       |               | 潔西                   |      |          |
| 1982 | 《鬼哭神號》       |               | 黛安·費林              |      | [ 註 1 ] |
| 1982 | 《異象尋真》       |               | 哈莉特·普渡            |      |          |
| 1983 | 《大寒》           |               | 凱倫·包溫斯            |      |          |
| 1984 | 《學校風雲》       |               | 麗莎·哈蒙德            |      |          |
| 1984 | 《錯體夫妻》       |               | 凱西·帕瑪／蕾貝卡·萊恩 |      |          |
| 1986 | 《荒漠赤子心》     |               | 莉莉·奇斯摩            |      |          |
| 1986 | 《陰風怒吼》       |               | 黛安·費林              |      | [ 註 1 ] |
| 1988 | 《父子戰爭》       |               | 麗莎                   |      |          |
| 1989 | 《歷劫歸來》       |               | 莎拉                   |      |          |
| 1991 | 《變男變女變變變》 |               | 瑪果·布羅夫曼          |      |          |
| 1991 | 《赤子童真》       |               | 娜塔莉·史丹戴許        |      |          |
| 1992 | 《母子威龍》       |               | 關·哈珀警督            |      |          |
| 1992 | 不適用             | Me Myself & I | 黛安                   |      |          |
| 1994 | 《執法捍將》       |               | 貝西·厄普              |      |          |
| 1997 | 《野蠻城市》       |               | 派翠西亞·克倫威爾醫生  |      |          |
| 1997 | 《贏得美人歸》     |               | 席妮·史東              |      |          |
| 1997 | 《戀一陣的愛》     |               | 安                     |      | [ 註 1 ] |
| 2002 | 不適用             |               | 蒂娜·馬丁              |      | 短片     |
| 2002 | 《心理陷阱》       |               | 莉蓮·羅斯醫生          |      |          |
| 2005 | 《愛情全壘打》     |               | 莫琳·米克斯            |      |          |
| 2005 | 《狂愛》           |               | 梅耶太太               |      |          |
| 2006 | 不適用             |               | 凱西                   |      | 短片     |
| 2007 | 《女人領地》       |               | 艾格妮絲·偉柏          |      |          |
| 2009 | 《愛情計時器》     |               | 瑪麗安·德保羅          |      |          |
| 2011 | 《年度鳥事》       |               | 伊蒂絲                 |      |          |
| 2016 | 《最後一個電影節》 |               | 瑪麗安·比瑞歐特市長    |      |          |
| 2016 | 《陌生入侵》       |               | 蘿絲瑪麗·佛萊徹        |      |          |
| 2017 | 《陌聲姊妹》       |               | 派翠西亞               |      |          |
| 2018 | 《清單》           |               | 史騰太太               |      |          |
| 2019 | 《威爾·加德納》    |               | 雪莉                   |      |          |
| 2020 | 《夜晚能做什麼》   |               | 貝蒂·蘇·戴瑞           |      |          |
| 2023 | 《尚蒂利大橋》     |               | 娜塔莉                 |      |          |

#### 製作
| 年份 | 標題         | 標題 | 職位 | 職位 | 職位 | 職位 | 附註   |
| 年份 | 譯名         | 原名 | 演員 | 導演 | 編劇 | 監製 | 附註   |
| ---- | ------------ | ---- | ---- | ---- | ---- | ---- | ------ |
| 1994 | 《希望之中》 |      | 否   | 是   | 否   | 是   | 短片   |
| 2001 | 不適用       |      | 否   | 是   | 否   | 否   |        |
| 2013 | 不適用       |      | 否   | 否   | 否   | 是   | 短片； |

### 電視
| 年份       | 標題                       | 標題                            | 角色                    | 角色 | 附註                                        |
| 年份       | 譯名                       | 原名                            | 譯名                    | 原名 | 附註                                        |
| ---------- | -------------------------- | ------------------------------- | ----------------------- | ---- | ------------------------------------------- |
| 1974       | 《偉大的表演》             |                                 | 康士坦絲·魏爾德         |      | 独立单元剧；單集：“Feasting with Panthers”  |
| 1974       | 不適用                     | Jabberwocky                     | 喬貝絲                  |      | 儿童电视节目；未知集數                      |
| 1976       | 不適用                     | Somerset                        | 凱莉·惠勒               |      | 主要演員；12集                              |
| 1977—1981  | 《指路明灯》               |                                 | 布蘭迪·施盧             |      | 常設演員；15集                              |
| 1978       | 不適用                     | The World Beyond                | 瑪麗安·費伯             |      | 電視電影；                                  |
| 1980       | 《白領麗人》               |                                 | 蘿拉·威斯頓             |      | 電視電影                                    |
| 1980       | 不適用                     | The White Shadow                | 寶拉·哈里斯             |      | 2集：“Reunion: Part 1 & 2”                  |
| 1981       | 《妙探再顯神通》           |                                 | 蒂芬妮·法倫普           |      | 電視電影                                    |
| 1983       | 《尋子記》                 |                                 | 雷芙·沃爾什             |      | 電視電影                                    |
| 1983       | 《浩劫後》                 |                                 | 南希·鮑爾護士           |      | 電視電影                                    |
| 1985       | 《受創童心》               |                                 | 克勞蒂亞·萊恩           |      | 電視電影                                    |
| 1986       | 《只怕有心人》             |                                 | 雷芙·沃爾什             |      | 電視電影                                    |
| 1987       | 《謀殺令》                 |                                 | 洛娜·安德森             |      | 電視電影                                    |
| 1988       | 《誰是母親》               |                                 | 瑪麗·貝絲·懷海德        |      | 迷你剧集；主要演員；2集                     |
| 1989       | 《今朝有酒今朝醉》         |                                 | 露薏絲·“露”·威爾遜      |      | 電視電影                                    |
| 1990       | 《夜驚魂》                 |                                 | 荷莉絲博士              |      | 電視電影；                                  |
| 1990       | 《閣樓童話》               |                                 | 貝蒂娜                  |      | 配音；單集：“The Elves and the Shoemaker”   |
| 1991       | 《驚悚情》                 |                                 | 泰絲·帕瑪               |      | 電視電影                                    |
| 1991       | 《華倫王子》               |                                 | 艾琳女王                |      | 配音；單集：“The Secret of Perilous Garde”  |
| 1992       | 不適用                     | Fish Police                     | 安潔兒·瓊斯             |      | 配音；主要演員；6集                         |
| 1992       | 不適用                     | Jonathan: The Boy Nobody Wanted | 金妮·摩爾               |      | 電視電影                                    |
| 1993       | 不適用                     | Jonny's Golden Quest            | 潔德·肯楊               |      | 配音；電視電影                              |
| 1993       | 《拜金愛情》               |                                 | 莎拉·蓋勒格             |      | 電視電影                                    |
| 1993       | 不適用                     | Chantilly Lace                  | 娜塔莉                  |      | 電視電影                                    |
| 1993       | 《最後上訴》               |                                 | 克莉絲汀·比昂迪         |      | 電視電影                                    |
| 1993       | 《欢乐一家亲》             |                                 | 丹妮兒                  |      | 配音；單集：“Beloved Infidel”               |
| 1993       | 不適用                     |                                 | 葛洛莉雅·范恩           |      | 試播集（未發展成影集）                      |
| 1994       | 《蝙蝠侠：动画系列》       |                                 | 梅；瓊                  |      | 配音；單集：“Sideshow”                      |
| 1994       | 不適用                     | Parallel Lives                  | 溫妮·溫斯羅             |      | 電視電影                                    |
| 1994       | 《心裡的聲音》             |                                 | 南希·帕克斯特           |      | 電視電影                                    |
| 1994       | 《萬能麥斯》               |                                 | 莫絲卡女伯爵            |      | 配音；單集：“Fly by Night”                  |
| 1994       | 《欢乐一家亲》             |                                 | 瑪德琳·馬歇爾           |      | 2集：“Adventures in Paradise: Part 1 & 2”   |
| 1995       | 《希望的季節》             |                                 | 伊莉莎白·哈克特         |      | 電視電影                                    |
| 1995—1996  | 《終極證人》               |                                 | 瑞吉·洛夫               |      | 主要演員；21集                              |
| 1996       | 不適用                     |                                 | 蘿絲                    |      | 電視電影                                    |
| 1996       | 不適用                     |                                 | 潘·威利                 |      | 電視電影；                                  |
| 1997       | 《戰慄危機》               |                                 | 安·韋登                 |      | 電視電影                                    |
| 1998       | 《死者之槍》               |                                 | 瑪蒂                    |      | 獨立單元劇；單集：“Stage Coach Marty”       |
| 1998       | 《飛向月球》               |                                 | 瑪吉·史萊頓             |      | 迷你影集；單集：“The Original Wives Club”； |
| 1998       | 《雪地不了情》             |                                 | 瑪德琳·“梅狄”·帕克-希爾 |      | 電視電影                                    |
| 1998       | 《我的童年故事》           |                                 | 赫德嘉王后              |      | 配音；單集：“The Wild Swans”                |
| 1999       | 《天理難容》               |                                 | 珍·紐哈特               |      | 電視電影                                    |
| 1999       | 不適用                     | Payne                           | 康士坦絲·“康妮”·佩恩    |      | 主要演員；9集                               |
| 1999       | 《福從天降》               |                                 | 愛麗絲·布里吉           |      | 電視電影                                    |
| 1999       | 《戲說紅伶》               |                                 | 喬·菲絲                 |      | 電視電影                                    |
| 2000       | 《霧裡的困境》             |                                 | 蘇菲·韓森               |      | 電視電影                                    |
| 2000       | 《諾姆秀》                 |                                 | 克萊兒·史塔克豪斯       |      | 單集：“Norm vs. Youth: Part 2”              |
| 2001       | 《默思的心》               |                                 | 愛德娜·厄爾·龐德        |      | 電視電影                                    |
| 2001       | 《法外情真》               |                                 | 莎拉                    |      | 單集：“Heart”                               |
| 2002       | 《法律与秩序：特殊受害者》 |                                 | 羅利太太                |      | 單集：“Waste”；                             |
| 2002       | 不適用                     |                                 | 伊蓮·艾希頓             |      | 電視電影                                    |
| 2003       | 《法外柔情》               |                                 | 潔瑪·朗斯戴爾           |      | 單集：“Judging Eric”                        |
| 2003       | 《俏紅娘》                 |                                 | 莉安·福斯               |      | 3集                                         |
| 2003，2005 | 不適用                     | Skin                            | 莎拉·羅斯醫生           |      | 迷你影集；2集                               |
| 2004       | 《妙手良方》               |                                 | 瑪姬                    |      | 單集：“Fractured”                           |
| 2005       | 《救援14小時》             |                                 | 珍娜·梅金斯             |      | 電視電影                                    |
| 2005       | 《火線衝突》               |                                 | 瓊·席寇斯               |      | 電視電影                                    |
| 2005       | 《拉斯維加斯》             |                                 | 莉茲                    |      | 單集：“The Real McCoy”                      |
| 2006       | 《24反恐任務》             |                                 | 米莉安·亨德森           |      | 單集：“Day 5: 5:00 p.m.-6:00 p.m.”          |
| 2006       | 《数字追凶》               |                                 | 瑪格麗特·艾普斯         |      | 單集：“Hot Shot”                            |
| 2006       | 《犯罪心理》               |                                 | 烏蘇拉·肯特教授         |      | 單集：“Empty Planet”                        |
| 2006       | 不適用                     |                                 | 蘿貝塔                  |      | 試播集（未發展成影集）                      |
| 2006       | 不適用                     |                                 | 莉比                    |      | 試播集（未發展成影集）                      |
| 2006       | 不適用                     | Twenty Good Years               | 凱特                    |      | 單集：“Remember the Alimony”                |
| 2006—2007  | 《異命同歸》               |                                 | 雪莉兒·凱特             |      | 2集                                         |
| 2007       | 《心魔劫》                 |                                 | 哈蒂·多瑟               |      | 電視電影                                    |
| 2007       | 《嗜血法医》               |                                 | 蓋兒·布蘭登             |      | 常設演員；4集                               |
| 2008       | 不適用                     | Life in General                 | 瑪麗·凱特·華頓          |      | 未知集數                                    |
| 2009       | 不適用                     | Uncorked                        | 蘇菲亞·白朗寧           |      | 電視電影                                    |
| 2009—2011  | 《醫診情緣》               |                                 | 比茜·富比士             |      | 常設演員；6集                               |
| 2011       | 《重返犯罪現場》           |                                 | 里歐娜·菲爾普斯         |      | 單集：“One Last Score”                      |
| 2011       | 《法網遊龍：洛杉磯》       |                                 | 沃克太太                |      | 單集：“Benedict Canyon”                     |
| 2011       | 《麻辣警花》               |                                 | 艾蜜莉                  |      | 單集：“Wonder What God's Up To”             |
| 2011       | 《愛的聖誕旅程》           |                                 | 碧翠絲·湯普森太太       |      | 電視電影；                                  |
| 2011—2015  | 《南国医恋》               |                                 | 甘蒂絲·哈特             |      | 常設演員；7集                               |
| 2012       | 《醜聞風暴》               |                                 | 珊卓·哈丁               |      | 單集：“Hell Hath No Fury”                   |
| 2013       | 《獵豔情人》               |                                 | 珍娜                    |      | 單集：“Guess Who's Coming to Dinner”        |
| 2013，2015 | 《第六感神探》             |                                 | 瑪格麗特·皮爾斯         |      | 2集                                         |
| 2014       | 《夢中的你》               |                                 | 夏綠蒂·史密斯           |      | 電視電影                                    |
| 2014       | 《传世》                   |                                 | 莉·柯恩                 |      | 2集；                                       |
| 2014—2015  | 《嫁給我》                 |                                 | 瑪娜·舒夫曼             |      | 常設演員；4集                               |
| 2015       | 《你家還是我家》           |                                 | 瑞姬·威斯頓             |      | 主要演員；6集                               |
| 2016       | 《歡樂診所》               |                                 | 琳達                    |      | 單集：“DOY”                                 |
| 2016       | 《流氓女醫》               |                                 | 伊莎貝·迪克森           |      | 單集：“Match Game”；                        |
| 2016       | 不適用                     |                                 | 海倫                    |      | 試播集（未發展成影集）                      |
| 2016       | 《妙女神探》               |                                 | 提莉·鄧恩               |      | 單集：“For Richer or Poorer”                |
| 2018       | 《良醫墨非》               |                                 | 露絲                    |      | 單集：“She”                                 |
| 2018       | 《聖經狂想曲》             |                                 | 黛安娜                  |      | 單集：“Let Us Pray”                         |
| 2019       | 《19號消防局》             |                                 | 瑞吉                    |      | 2集                                         |
| 2020       | 《藍皮書計劃》             |                                 | 科學家                  |      | 單集：“Curse of the Skinwalker”             |
| 2023       | 《最重要的小事》           |                                 | 拉娜·斯特羅布           |      | 2集                                         |

#### 製作
| 年份 | 標題               | 標題              | 季     | 職位 | 職位   | 職位 | 職位 | 職位     | 附註                               |
| 年份 | 譯名               | 原名              | 季     | 演員 | 開創者 | 導演 | 編劇 | 監製     | 附註                               |
| ---- | ------------------ | ----------------- | ------ | ---- | ------ | ---- | ---- | -------- | ---------------------------------- |
| 1991 | 不適用             | Bump in the Night | 不適用 | 否   | 否     | 否   | 否   | 聯合執行 | 電視電影                           |
| 2000 | 《弗朗基和黑茲爾》 |                   | 不適用 | 否   | 否     | 是   | 否   | 否       | 電視電影                           |
| 2001 | 《夜夜迷離》       |                   | 1      | 否   | 否     | 是   | 否   | 否       | 獨立單元劇；分段9a：“The Doghouse” |

### 舞臺劇
| 年份 | 標題                 | 標題 | 角色              | 角色   | 場地                         | 附註                 |
| 年份 | 譯名                 | 原名 | 譯名              | 原名   | 場地                         | 附註                 |
| ---- | -------------------- | --- | ----------------- | ------ | ---------------------------- | -------------------- |
| 1977 | 不適用               | A History of the American Film                                                                                                | 克拉拉·莫提梅     |        | 圓形舞台                     |                      |
| 1979 | 不適用               | Ladyhouse Blues | 朵                |        | 聖伯多祿堂（）               |                      |
| 1982 | 不適用               | Gardenia | 莉迪·布瑞茲       |        | 73舞台（）                   |                      |
| 1986 | 《傻瓜喜事》         | | 艾琳              |        | 甘迺迪中心                   |                      |
| 1992 | 《熱鐵皮屋頂上的貓》 | | 瑪姬貓            |        | 麥卡特劇院                   |                      |
| 2002 | 《阴道独白》         | | 不適用            | 不適用 | 西區劇院                     |                      |
| 2003 | 不適用               | Last Dance | 夏綠蒂            |        | 中城劇院                     |                      |
| 2007 | 不適用               | The Quality of Life | 黛娜              |        | 奧黛麗·斯基博·凱尼斯劇院（） |                      |
| 2008 | 不適用               | Body Awareness | 喬伊絲            |        | 大西洋第二舞台（）           |                      |
| 2009 | 不適用               | The Night is a Child | 哈莉特·伊森       |        | 帕沙第納劇院                 |                      |
| 2012 | 不適用               | | 費·蕭茲           |        | 奧德賽劇團（Odyssey Theatre Ensemble）               |                      |
| 2012 | 《其他荒蕪之城》     | | 波莉·魏斯         |        | 馬可泰帕劇場                 |                      |
| 2017 | 不適用               | A Funny Thing Happened on the Way to the Gynecologic Oncology Unit at Memorial Sloan Kettering Cancer Center of New York City | 瑪西              |        | 吉爾·凱斯劇院（）            |                      |
| 2022 | 《一缺一》           | | 馮西亞·多西       |        | 盧比孔劇團（Rubicon Theatre Company）               |                      |
| 2022 | 《廢墟中的愛情》     | | 潔西卡·梅德利科特 |        | 拉古納劇院（Laguna Playhouse）               | 改編自1975年同名電影 |
| 2023 | 《廢墟中的愛情》     | 埃爾波特劇院 | 潔西卡·梅德利科特 |        |                              | 改編自1975年同名電影 |

## 獲獎和提名
| 年份 | 獎項               | 類別                         | 提名作品       | 結果 | 附註                                     | 來源   |
| ---- | ------------------ | ---------------------------- | -------------- | ---- | ---------------------------------------- | ------ |
| 1983 | 土星獎             | 最佳電影女主角               | 《鬼哭神號》   | 提名 |                                          | [ 14 ] |
| 1984 | 堪薩斯影評人協會獎 | 最佳女主角                   | 《錯體夫妻》   | 獲獎 |                                          | [ 18 ] |
| 1984 | 黃金時段艾美獎     | 限定影集或特別節目最佳女主角 | 《尋子記》     | 提名 |                                          | [ 35 ] |
| 1988 | 黃金時段艾美獎     | 迷你影集或特別節目最佳女主角 | 《誰是母親》   | 提名 |                                          | [ 39 ] |
| 1989 | 金球獎             | 迷你影集或電視電影最佳女主角 | 《誰是母親》   | 提名 |                                          | [ 40 ] |
| 1995 | 奥斯卡金像奖       | 最佳實景短片                 | 《希望之中》   | 提名 | 與片中另一名監製蜜雪兒·麥奎爾共獲提名    | [ 27 ] |
| 1995 | 黃金時段艾美獎     | 喜劇類影集最佳客串女演員     | 《欢乐一家亲》 | 提名 | 憑藉劇集“Adventures in Paradise: Part 2” | [ 42 ] |
| 2002 | 休士頓國際影視展   | 生涯成就獎                   | 不適用         | 獲獎 |                                          |        |
| 2002 | 大貝爾湖國際影展   | 卓越獎                       | 不適用         | 獲獎 |                                          |        |

## 外部連結
- 喬貝絲·威廉斯在互联网电影资料库（IMDb）上的資料（英文）
- 喬貝絲·威廉斯在豆瓣上的资料（简体中文）